# NGC 4645A
NGC 4645A је спирална галаксија у сазвежђу Кентаур која се налази на NGC листи објеката дубоког неба.
Деклинација објекта је - 41° 21' 34" а ректасцензија 12h 43m 5,6s. Привидна величина (магнитуда) објекта NGC 4645 износи 11,6 а фотографска магнитуда 12,6. NGC 4645A је још познат и под ознакама ESO 322-59, MCG -7-26-32, DCL 149, IRAS 12403-4105, PGC 42764.